# 萨地克于孜乡
萨地克于孜乡，是中华人民共和国新疆维吾尔自治区伊犁哈萨克自治州伊宁县下辖的一个乡镇级行政单位。

## 行政区划
萨地克于孜乡下辖以下地区：
萨地克于孜村和下萨地克于孜村。